# Mount Flint
Mount Flint är ett berg i Antarktis. Det ligger i Västantarktis. Inget land gör anspråk på området. Toppen på Mount Flint är 2 695 meter över havet.
Terrängen runt Mount Flint är huvudsakligen kuperad. Trakten är obefolkad. Det finns inga samhällen i närheten.